# Liste der denkmalgeschützten Objekte in Klagenfurt am Wörthersee-St. Martin bei Klagenfurt
Die Liste der denkmalgeschützten Objekte in Klagenfurt am Wörthersee-St. Martin bei Klagenfurt enthält die 7 denkmalgeschützten, unbeweglichen Objekte der Katastralgemeinde St. Martin bei Klagenfurt der Gemeinde Klagenfurt am Wörthersee.

## Denkmäler
| Foto |                 | Denkmal                                                                          | Standort                                                        | Beschreibung | Metadaten |
| ---- | --------------- | -------------------------------------------------------------------------------- | --------------------------------------------------------------- | --- | --- |
| ja   | Datei hochladen | Pfarrhof HERIS-ID: 103285 Objekt-ID: 119759                                      | Dr.-Primus-Lessiak-Weg 5 Standort KG: St. Martin bei Klagenfurt | Der im 19. Jahrhundert errichtete Pfarrhof steht am östlichen Fuß des Kirchenhügels. | BDA-Hist.: Q37796310 Status: § 2a Stand der BDA-Liste: 2025-06-30 Name: Pfarrhof GstNr.: .64                                                                                      |
| ja   | Datei hochladen | Kath. Pfarrkirche St. Martin und ehem. Friedhof HERIS-ID: 54092 Objekt-ID: 62226 | Martinsteig 6 Standort KG: St. Martin bei Klagenfurt            | Die im Kern frühgotische Kirche wurde um einen spätgotischen Chor, die Sakristei, eine barocke Kapelle und einen Vorhallenturm mit hohem barocken Zwiebelturm erweitert. In Chor und Langhaus befindet sich ein Rautensternrippengewölbe. Bei der Renovierung 1960 wurde der aus dem 17. Jahrhundert stammende Hochaltar aus der Kirche St. Willibald am Krappfeld hierher übertragen. | BDA-Hist.: Q2083111 Status: § 2a Stand der BDA-Liste: 2025-06-30 Name: Kath. Pfarrkirche St. Martin und ehem. Friedhof GstNr.: .63 Pfarrkirche St Martin in Klagenfurt            |
| ja   | Datei hochladen | Schloss Zigguln HERIS-ID: 35704 Objekt-ID: 34502                                 | Schloßweg 28 Standort KG: St. Martin bei Klagenfurt             | Ein Stöckl aus dem 16. Jahrhundert (heute im Südostflügel der Anlage) wurde im 17. Jahrhundert zu einem zweigeschoßigen Vierkanter mit Innenhof um- und ausgebaut. Die Fassaden wurden im 19. Jahrhundert neu gestaltet. An der Südostfront befindet sich eine bemerkenswerte gusseiserne Loggienkonstruktion. | BDA-Hist.: Q2244321 Status: Bescheid Stand der BDA-Liste: 2025-06-30 Name: Schloss Zigguln GstNr.: .10, 536/2 Schloss Zigguln                                                     |
| ja   | Datei hochladen | Kath. Filialkirche hll. Primus und Felician HERIS-ID: 57755 Objekt-ID: 68048     | bei St.-Primus-Weg 136 Standort KG: St. Martin bei Klagenfurt   | Filialkirche am Steinbruch, im Waldgebiet des Kreuzbergls. Urkundlich erst 1616. Auf Grund des Patroziniums möglicherweise Gründung von Maria Wörth; auch engere Verbindung mit dem Geschlecht der Hallegger (Wappen). Innenrestaurierung 1965, 1994 Innenfärbelung, Freilegung und Teilrekonstruktion der spätgotischen Architekturpolychromie. Kleiner, einschiffiger gotischer Bau, 2. Hälfte 15. Jahrhundert (?), mit steilem Satteldach und Dachreiter mit Spitzhelm in Steinplattleindeckung. Mehrere Mauerlöcher an der westseitigen Giebelfront lassen auf eine ehemalige hohe hölzerne Vorlaube schließen. Gotischer Chor mit 5/8-Schluss und kleiner südseitiger Sakristeianbau. An Chor und Langhaus spitzbogige gotische Maßwerkfenster. Gotisches spitzbogiges, reich profiliertes West-Portal mit eisenbeschlagener Tür. Das Schiff flach gedeckt, frühbarocke Kassettendecke. Spitzbogiger Triumphbogen. Kreuzrippengewölbe im Chor. Im Chor, an der Nordostschräge, ein 1965 aufgedecktes Wandgemälde Kreuzigung und Weihekreuze Mitte 15. Jahrhundert. | BDA-Hist.: Q38078284 Status: § 2a Stand der BDA-Liste: 2025-06-30 Name: Kath. Filialkirche hll. Primus und Felician GstNr.: .1 Filialkirche Sankt Primus und Felizian, Klagenfurt |
| ja   | Datei hochladen | Haus Holzer HERIS-ID: 113929seit 2023                                            | Tarviser Straße 134 Standort KG: St. Martin bei Klagenfurt      | Das Einfamilienhaus mit zurückgenommener Fassade und gekrümmtem Abschluss zum Flachdach hin war 1959 eines der ersten Projekte des Architekten Günther Domenig. | BDA-Hist.: Q119231302 Status: Bescheid Stand der BDA-Liste: 2025-06-30 Name: Haus Holzer GstNr.: .704                                                                             |
| ja   | Datei hochladen | Lendkanal und Steinerne Brücke HERIS-ID: 60237 Objekt-ID: 72401                  | Standort KG: St. Martin bei Klagenfurt                          | Der Lendkanal ist eine vier Kilometer lange künstliche Wasserstraße, die vom Wörthersee bis ins Zentrum von Klagenfurt führt. Er wurde in der ersten Hälfte des 16. Jahrhunderts als Wasserzufuhr für den Stadtgraben und als Transportweg für Bau- und Heizmaterial angelegt. Heute dient der Lendkanal gemeinsam mit dem angrenzenden Europapark als Naherholungsgebiet. Die steinerne Brücke wurde im 16. Jahrhundert errichtet und 1966 verbreitert. | BDA-Hist.: Q64764952 Status: § 2a Stand der BDA-Liste: 2025-06-30 Name: Lendkanal und Steinerne Brücke GstNr.: 70, 71, 765, 755 Lendkanal                                         |